# Marion Fyfe
Pour les articles homonymes, voir Fyfe.
Marion Liddell Fyfe, née le 1er septembre 1897 et morte le 26 août 1986, est une universitaire néo-zélandaise, spécialisée dans la taxonomie des planaires et autres vers plats, la première femme maître de conférences en zoologie à l'Université d'Otago et la première femme à être élue au Conseil du Société royale Te Apārangi.

## Biographie
Fyfe est née à Kakanui dans l'Otago le 1er septembre 1897, fille d'Harriet et William Fyfe.
Elle obtient une maîtrise en zoologie en 1935 de l'Université d'Otago. Elle est la première femme chargée de cours en zoologie à Otago en 1921 et est cheffe par intérim du département à l'occasion. Ses recherches portent sur les vers plats et en particulier sur leurs processus de reproduction.
En 1949, Fyfe devient la première femme à être élue au Conseil de la Royal Society Te Apārangi. Elle participe à l'édition d'épreuves pour le journal Transactions of the Royal Society of New Zealand, puis devient rédactrice en chef. On lui attribue l'amélioration de la qualité de la revue,.
Fyfe prend sa retraite de l'Université d'Otago en 1957,.
Elizabeth Edgar, la nièce de Fyfe, est « l'une des botanistes les plus estimées de Nouvelle-Zélande ».
Fyfe est morte le 26 août 1986.
Le genre de planaires Marionfyfea est nommé en son honneur, pour « son travail anatomique taxonomique pionnier sur la Terricola de Nouvelle-Zélande »,.
La bourse Marion Fyfe (d'une valeur de 500 $) est décernée chaque année par le département de zoologie de l'Université d'Otago à « l'étudiante en zoologie qui a atteint le plus haut niveau de réussite en zoologie au niveau 400 ».
En 2017, Fyfe est sélectionnée comme l'une des 150 femmes de la Royal Society Te Apārangi en 150 mots, célébrant les contributions des femmes au savoir en Nouvelle-Zélande.

## Publications
- (en) M L Fyfe, « The Anatomy and Systematic Position of Temnocephala novae-zealandiae Haswell. », Transactions and Proceedings of the Royal Society of New Zealand, Société royale de Nouvelle-Zélande, vol. 72,‎ 1942, p. 253-267 (ISSN 1176-6166 et 2744-4139, lire en ligne).
- (en) Marion L. Fyfe, « The Classification and Reproductive Organs of New Zealand Land Planarians,Part I.—Geoplana Graffii Dendy and Arti-Oposthia Howesi (Dendy). », Transactions and Proceedings of the Royal Society of New Zealand, Société royale de Nouvelle-Zélande, vol. 74,‎ 1944, p. 288-293 (ISSN 1176-6166 et 2744-4139, lire en ligne).
- (en) Marion Fyfe et William Blaxland Benham, List of New Zealand polychaetes : based on the manuscript of the late Sir William Benham, vol. 105, Department of Scientific and Industrial Research, 1952 (ISSN 0077-961X, OCLC 18591990).
- (en) Marion Fyfe, « The reproductive system of the planarian Artioposthia triangulata (Dendy) », Quarterly journal of microscopical science, Londres, Clarendon Press et inconnu, vol. 80, no 1,‎ 1937 (ISSN 0370-2952, OCLC 1099727856).
- Marion Fyfe, Kakanui School centenary 1870-1970, with the history of the district, Kakanui, 1969 (OCLC 1031488).
- (en) M L Fyfe, « Otodistomum plunketi n. sp., a large trematode from a Lord Plunket's shark, Scymnodon plunketi (Waite) », Parasitology, Cambridge University Press, vol. 43, nos 3-4,‎ 1er novembre 1953, p. 187-190 (ISSN 0031-1820 et 1469-8161, OCLC 1714177, PMID 13111800, DOI 10.1017/S0031182000018503).
- (en) M. L. Fyfe, « Tricotyledonia genypteri n.g., n.sp., a three-suckered trematode from the red ling, Genypterus blacodes Bloch & Schn », Parasitology, Cambridge University Press, vol. 44, nos 3-4,‎ 1er novembre 1954, p. 325-328 (ISSN 0031-1820 et 1469-8161, OCLC 1714177, PMID 13214904, DOI 10.1017/S0031182000018965).